# Atemschutzkissen
Das Atemschutzkissen (engl. Safe Breathe Pad) ist ein Hilfsmittel im Atemschutz zur Vermeidung der Einatmung von Gasen und Partikeln, die bei einem Brand entstehen können bzw. freigesetzt werden.
Das Atemschutzkissen hat in etwa die Abmessungen einer Zigarettenschachtel und ein Gewicht um die 20 Gramm. Durch die geringen Abmessungen kann man es ständig mit sich führen. Im Falle einer Gefahr durch Rauchgase oder Partikel kann man das Atemschutzkissen wie einen Schwamm vor den Mund pressen. Man verschließt hierzu die Nase mit Daumen und Zeigefinger und atmet ausschließlich durch den Mund. Organische Inhaltsstoffe des Rauchgases, wie beispielsweise Blausäure, Schwefeldioxid, aber auch Rauchpartikel können mithilfe des mehrschichtigen Aktivkohlefilters aus der Atemluft gefiltert werden. Die Einsatzzeit ist abhängig von der Gaskonzentration.
Bei Sauerstoffmangel in der Atemluft bietet das Atemschutzkissen keinen Schutz, auch gegen eine Kohlenmonoxid-Vergiftung ist der Aktivkohlefilter unwirksam. Als Fluchthelfer in einer brenzligen Situation kann es dennoch lebensrettend sein.
Auf der Ideen-Erfindungen-Neuheiten-Ausstellung 2001 in Nürnberg wurde die Erfindung mit der Goldmedaille sowie des Sonderpreises der Nürnberger Messegesellschaft AFAG ausgezeichnet.